# Осъдени души (филм)
„Осъдени души“ е български игрален филм (военен, драма, романтичен) от 1975 година, по сценарий и режисура на Въло Радев. Оператор е Христо Тотев, а художник – Константин Джидров. Разпространител е СИФ Творчески колектив „Хемус“. Създаден е по романа „Осъдени души“ на Димитър Димов. Музиката е композирана от Митко Щерев. Филмът е заснет в България, Чехословакия, Унгария и Югославия.

## Сюжет
Испания след Гражданската война. В хотелска стая в Мадрид разговарят английската аристократка Фани Хорн (Едит Салай) и испанецът Луис Ередия (Сватоплук Матиаш). След поредната криза жената приема доза наркотик. В опияненото ѝ съзнание изплува споменът за миналото. В малък хан по пътя за Толедо, за където тя пътува заедно с приятелите си – французина д-р Жак Мюрие (Руси Чанев) – лекар, останал без средства, и американците Джордж Уинки (Роман Громадский) и Клара (Силвия Рангелова), тя среща за пръв път отец Ередия (Ян Енглерт) – монах от йезуитския орден на Игнасио де Лойола, брат на Луис Ередия, потомци на стар испански род. Става сбиване, предизвикано от Джордж. Боят е прекратен от комисаря Дамиан и хората му. Чужденците са изправени на съд. Там Ередия посочва Фани като гарант за истинността в думите си относно кой е започнал спречкването. Тя застава на страната на Ередия и по този начин – и срещу приятелите си. След произнасянето на присъдата, компанията се разпада. Джордж е освободен и заминава с Клара за Португалия, а Фани и Жак остават в Испания. Фани иска на всяка цена да се срещне с Ередия, в когото се е влюбила от пръв поглед, и обикаля в търсене из планините цял месец. Решава да потърси връзка с него и се отправя към манастира при отец Сандовал, от когото извлича необходимата информация. Открива Ередия в колежа на ордена, превърнат в болница. Ередия е и лекар. Той ѝ казва, че отива в Пеня Ронда – огнище на епидемия от тиф. Фани решава да замине за там. С нея тръгва и Жак, който я обича и не може да я изостави. Ередия посреща двамата с брат Доминго и брат Оливарес. Опитва се да ги отпрати, тъй като разбира истинските подбуди на Фани. След като не успява, той се опитва да ги убеди да заминат за Пеня Брава, защото там имало нужда от болница. Но те отказват. Работата е изтощителна – всекидневно са изправени пред лицето на смъртта, умират деца. За да издържи на напрежението, Фани започва да си прави инжекции с морфин. При опита за отвличане и стрелбата по Ередия Фани го предпазва с тялото си. При едно отсъствие на Жак, Ередия посещава Фани. Той не е безразличен към нея и си позволява да я целуне в момент на слабост. Това е голям грях, който трябва да се изкупи със самобичуване. Работата в болницата на йезуитите не върви добре – лекарствата привършват, а Жак се заразява от тиф и умира. Ередия признава на Фани голямата любов, която изпитва към нея против волята и разума си. Брат Доминго избягва при републиканците. Той е заловен и заедно с Дамиан и други е осъден на смърт. Фани се застъпва за него, но разбира, че единственият човек, който може да го спаси, е този, който е поискал смъртната присъда – отец Ередия. Излишната жестокост я потриса. Когато се връща в Пеня Ронда, Фани се среща с Ередия и иска обяснение. Отчаяна от фанатичната му вяра в Бога, стигнала до пълна безизходица, тя стреля в него.

## За режисьораВъло Радев
„Осъдени души“ е шестият и предпоследен режисьорски филм на Въло Радев. Дебютира като режисьор в „Крадецът на праскови“ (1964), където също е сценарист. Копие от първия му филм се съхранява в „Златния каталог“ на Музея на модерното изкуство в Ню Йорк.

## За романа „Осъдени души“
В „Осъдени души“ присъстват общи тематични места за цялото творчество на Димов. Това са войната, като време на действието и драматичната любов, като негова движеща сила, която обикновено има трагична развръзка. В „Поручик Бенц“ действието се развива на фона на Първата Световна война, в „Осъдени души“ – на Гражданската война в Испания, а в „Тютюн“ – на Втората световна война. Обща е и темата за Испания в романа „Осъдени души“ и драмата „Почивка в Арко Ирис“. Любовните истории тук се развиват на фона на бедствията и страданията. Темите са свързани със страстта, несподелеността, чувството за нравствен/ физически/ психологически упадък на героите. Разгледани са и в трите романа; тяхната хронологическа подредба според създаването показва израстването на писателя и обогатяване на психологическата образност на персонажите му. Произведенията на Димов са насочени към силното, изключителното и необикновеното в живота.

## Съпоставка между романа и филма
Романът е разделен на 3 части: „Краят на едно приключение“, „Фани и Лойола“ и „Фани срещу Лойола“, Композицията следва схемата: епилог (играещ ролята на въведение), завръзка, кулминация. Въведен е образът на главната героиня Фани Хорн. При срещата ѝ с Луис Ередия откриваме, че това, което ги сближава, е връзката им с морфина – той е контрабандист на наркотици, а тя – неизличимо зависима от този наркотик. Младата жена разказва на единствения човек, който се намира около нея, за своята трагична любов към неговия брат йезуита Рикардо. Филмът започва също с този разказ на Фани, въвеждащ ретроспективно спомените ѝ. Но докато филмът на няколко пъти се връща към този момент в хотелската стая, то романът не прави това.
Действието протича в 2 времеви пласта, които отразяват трагичния завършек на испанската Гражданска война и идването на франкизма (режима на генерал Франко) на власт.
В романа разказът се води в 3л., ед. ч. Имаме т.нар. обективна гледна точка. Въпреки че в края на първата част Фани започва „сама“ да разказва. Във филма няма откроен повествовател. В обективно показаните епизоди погледът на конкретния персонаж изразява оценъчна или възприемателска гледна точка.
Във филма силно е наблегнато на смъртните моменти и на страдащите лица на болните.
Въло Радев въвежда някои нови персонажи, отсъстващи в книгата. Такъв е примерът с децата и особено с малката Агеда (Луиза Топузян). Самият режисьор разказва, че Луиза седяла до него на пясъка, четяла сценария и подсказвала на актьорите. По време на сцената с подстригването на косите ѝ, тя отказала да седне на стола. Екипът дълго я увещавал, но, едва съгласила се, пак се отмятала от думите си. За да излезе от ситуацията и да покаже, че подстригването не е толкова страшно, Радев я хванал за ръка и я завел на снимачната площадка, където пръв се отригал нула номер. Успокоена от резултата при него, Луиза седнала на стола и позволила да я острижат, докато я снимат. Камерата е уловила сълзите, стичащи се тихомълком по бузите ѝ.
Интересен е и образът на възрастната жена в планината на име доня Инес де Кавадона, чиято героиня в романа е любовница на Жак Мюрие.

## Зрителско възприятие
През ноември 1975 г., месец след премиерата на филма, Центърът за социологически проучвания провежда анкета в столичните киносалони „Сердика“ и „Славейков“. Раздадени са 2500 анкетни карти, от които само 30% са върнати попълнени обратно. Това ниво на зрителската активност е обяснимо за филми, чието времетраене надхвърля обикновеното за онези години. Съвсем разбираемо е, че прожекции, завършващи късно вечерта, не са особено стимулиращ фактор за непосредствено участие в анкета, особено когато става въпрос за силно емоционални и изискващи особен размисъл филми, какъвто е „Осъдени души“. В такива случаи „коригиращ“ фактор за зрителската отзивчивост става попълването на въпросниците от анкетираните у дома, което е свързано обаче с по-голяма степен на несигурност, тъй като те могат да бъдат забравени, изгубени и т.н. Важно е да се уточни, че анкетата е със затворени отговори и може да се отбележи повече от един вариант. Затова и сумата от процентите надхвърля 100.
На въпроса: „Какво Ви подбуди да гледате филма?“ близо 3/4 от анкетираните са посочили, че основният мотив е познаването на произведението на Димов. Публиката е търсила сравнение между романа и филма. На второ място е поставена националността на филма – българските филми тогава имат изградена постоянна публика, която неотклонно следи всяка проявя на ново произведение на филмовото ни изкуство. Името на режисьора Въло Радев също е изиграло особена притегателна роля особено за онези, които познават и следят творчеството му. Заслужава да се отбележи, че за първи път при подобни изследвания името на режисьора е упражнило такъв силен ефект върху зрителите. Литературният първоизточник на филма е познат на публиката и като драматизация на романа, поставена на сцената на Театъра на народната армия. Това е била още една причина за съпоставка, особено щом и филмът бива изгледан. На последно място анкетираните са посочили въздействието на рекламата.
Сред достойнствата на филма 47% от анкетираните са посочили музиката, приблизително 44% – яснотата на фразите, други 42% са за добре пресъздадената атмосфера на времето. Разкриването на особеностите на испанския характер и достоверността на обстановката и природната среда също заемат челни позиции.
На въпроса: „Кой е, според Вас, основният проблем във филма?“ 52% от анкетираните са посочили отговора безперспективността на фанатизма. 19% са за мястото на личността в революционната ситуация. С най-малък процент е посочена любовта като основен проблем. Резултатите казват, че публиката правилно се ориентира в преценката си – любовните отношения са на фона на войната като голямо събитие, а не обратното.
Значителен брой анкетирани са проникнали до макроструктурата на човешките отношения, виждайки в любовта на героите пример за „влияние на събитията върху човешките съдби“. Филмът показва, че обусловеността от събитията може да допълва даденостите на вътрешното духовно устройство. По тази причина друга част от анкетираните са насочили погледа си към своеобразната микроструктура на човешките отношения. Те предпочитат да разглеждат любовта на Фани Хорн като „стълкновение на човешкото начало с реакционните сили“, като сблъскване на генетически и социално обуславящи фактори. Близо 25% я посочват като „изолирана лична драма“. Те са възприели само повърхностния пласт. Интересни са резултатите по групи. Мъжете повече утвърждават „личната драма“, докато жените посочват „стълкновението на човешкото начало с реакционните сили“. С напредването на възрастта расте посочването на личната драма, което е функция на повърхностното впечатление от любовната линия
Спонтанната изява на част от зрителите в ролята на „критици“ говори за общото им положително отношение към филма. Ето и някои от изказванията в тази светлина: „Повече такива съдържателни и дълбоки човешки филми“, „Филмът запълни представите ми за героите от любимата книга“, „Въло Радев доказа още веднъж, че е отличен режисьор.“, „Великолепно пресъздаване чудния свят на Димовите герои!“. Добри думи са изказани и за играта на артистите: „Образът на отец Ередия е много сполучлив“, „Приятна изненада е финото и очароващо изпълнение на Руси Чанев“.
Заслужено внимание е отделено и на изявата на оператора Христо Тотев.
В една част от бележките за филма личи критично отношение към някои елементи. Впечатление прави известно неприемане от страна на зрителите към някои сцени, определени като натуралистични. Пример за това са „излишно показаните кръвопролития, инжекции, операции, трупове“. „Показаната кръв в картините от войната в Испания влияе потискащо и тежко.“
Други зрители са против испанските думи в диалога: „Неприятно впечатление прави ... Мисля, че по-добре би звучало и те да бъдат на български, след като всичко останало е на български.“ Но вмъкнатият в масовите сцени откъслечен разговор на испански допринася за въвеждането на зрителя в атмосферата. Но има и обратни мнения – „Българския език нарушава нагласата, че това е испанска история“.
Редица зрители изразяват несъгласие с избора на чуждестранни артисти за главните роли: „Дразнещо е участието на чужди артисти“. „Филмът можеше да се осъществи и само с български артисти!“
Общият баланс от изказаните мнения, препоръки и бележки определено е в полза на филма. Той се изразява не само с установената му висока оценка сред анкетираните, но и с големия успех сред зрителите в София, от които 175 000 са го гледали още през първата му премиерна седмица.

## Актьорски състав
| Роля                                                | Изпълнител                                        | Български дублаж |
| --------------------------------------------------- | ------------------------------------------------- | ---------------- |
| Фани Хорн                                           | Едит Салай                                        | Виолета Донева   |
| Отец Рикардо – Леон Родригес де Ередия и Санта Крус | Ян Енглерт                                        | Коста Цонев      |
| Жак Мюрие                                           | Руси Чанев                                        |                  |
| Отец Херонимо Оливарес                              | Вълчо Камарашев                                   |                  |
| Кармен                                              | Мариана Димитрова                                 |                  |
| Луис Ромеро                                         | Сватоплук Матиаш                                  |                  |
| Доминго Алварес                                     | Румен Костадинов                                  |                  |
| Агеда                                               | Луиза Топузян                                     |                  |
| Клара                                               | Силвия Рангелова                                  |                  |
| Дамиан Аугусто                                      | Димитър Хаджийски                                 |                  |
| Джордж Уинки                                        | Роман Грамадски                                   |                  |
| Отец Гонзало                                        | Атанас Лилянов                                    |                  |
|                                                     | Гаврил Паламудов                                  |                  |
|                                                     | Петко Стефанов                                    |                  |
|                                                     | Георги Елкинов                                    |                  |
|                                                     | Калина Попова                                     |                  |
|                                                     | Пьотр Павловски                                   |                  |
|                                                     | Велко Мандич                                      |                  |
|                                                     | Мартин Бахмец                                     |                  |
| кръчмарят                                           | Веселин Борисов                                   |                  |
| Буено                                               | Димитър Ганев (не е посочен в надписите на филма) |                  |

## Творчески и технически екип
| Сценарист и режисьор | Въло Радев                                                                                      |
| Оператор             | Христо Тотев                                                                                    |
| Художник             | Константин Джидров                                                                              |
| Музика               | Митко Щерев                                                                                     |
| Звукооператор        | Досю Белчев                                                                                     |
| Костюми              | Виолета Джидрова                                                                                |
| Втори режисьори      | Венета Станева Иван Халачев                                                                     |
| Монтаж               | Жени Радева                                                                                     |
| Грим                 | Кирил Траянов                                                                                   |
| Редактори            | Иван Дечев Михаил Кирков                                                                        |
| Втори оператор       | Константин Чернев                                                                               |
| Втори художник       | Захари Стефанов                                                                                 |
| Художник на плаката  | Здравко Мавродиев                                                                               |
| Фотограф             | Жана Карайорданова                                                                              |
| Гардероб             | Ани Качулева Теменужка Ангелова                                                                 |
| Асистент-режисьори   | Жени Радева Атанас Василев Нина Кирова                                                          |
| Асистент-оператори   | Енико Касабов Радослав Гиновски                                                                 |
| Асистенти по монтажа | Ани Чернева Веска Дакова                                                                        |
| Консултанти          | д-р Бохуслав Тобърман полковник Тодор Венчев                                                    |
| Реквизит             | Владимир Оджаков Богомил Петров                                                                 |
| Пиротехника          | Иван Ангелов Тодор Златанов                                                                     |
| Фризури              | Евгени Петров                                                                                   |
| Осветление           | Асен Велчев                                                                                     |
| Кран                 | Васил Ковачев                                                                                   |
| Организатори         | Христо Йоцов Здравко Ватев Васил Радоев                                                         |
| Музикален оформител  | Иван Халачев                                                                                    |
| Директор             | Атанас Пападопулос                                                                              |
| Distributed by       | БЪЛГАРСКА КИНЕМАТОГРАФИЯ Студия за игрални филми Творчески колектив „СРЕДЕЦ“ /Copyright © 1974/ |

## Награди
- Награда на СБФД за режисура, (1975).
- ПЪРВА НАГРАДА „Златен медал“ на VI МКФ на Червенокръстките и здравни филми, (Варна, 1975).
- Награда за мъжка роля на Ян Енглерт на VI МКФ на Червенокръстките и здравни филми, (Варна, 1975).
- Награда за режисура на ФБФ „Златната роза“, (Варна, 1976).
- Награда за операторска работа на ФБФ „Златната роза“, (Варна, 1976).
- Награда на СБХ на Константин Джидров на ФБФ „Златната роза“, (Варна, 1976).
- Почетен диплом на МКФ, (Техеран, Иран, 1976).